# جاري سيكي
جاري سيكي (بالإنجليزية: My Neighbor Seki)‏ هي سلسلة مانغا يابانية نشرت في نوفمبر 2010.